# 中国五大名窑
中国五大名窑，也称宋代（北宋）五大名窑，是指中國宋朝建立的五个燒製瓷器的窑口。它们分别是：
- 汝窑：主要产青瓷，有“雨过天青云破处”的美誉。语出周世宗柴榮。
- 官窑：分南北。北在汴京，南在杭州凤凰山下。
- 哥窑[3]：哥窑瓷土脉微紫，质薄，有油灰色、米色、粉青色三种瓷釉彩，表面满裂纹。此窯和弟窑是章氏兄弟兩人所建。
- 定窑[4]：窑址在河北曲阳涧磁村。始烧于晚唐、五代，盛烧于北宋，金、元。以出產白瓷著稱，色澤潔白，不太透明。
- 钧窑[5]：利用铁、铜呈色的不同特点，出蓝中带红、紫斑或纯天青、纯月白等多种釉色，以蛋白石光泽的青色为基调，具有乳浊而不透明的效果。

但是应当指出的是，“五大名窑说”存在两个很大的问题：
一、评价宋代的所谓的“五大名窑说”在宋元时期并不存在，而是明代以後才出现。明代宣德年間，吕震在《宣徳鼎彛譜》中首次提出此說：「內庫所藏柴、汝、官、哥、均、定各窯器皿，款式典雅者，寫圖進呈。」到了萬曆年間，張應文在《清秘藏》中又提及此說：「論窯器，必曰柴、汝、官、哥、定。」民國許之衡《飲流齋說瓷》中說：「宋最有名之窯有五所，謂柴、汝、官、哥、定是也。更有均窯亦甚可貴。」然而柴窯至今尚未發現窯址，又無確切實物，因此通常將鈞窯列入，與汝窯、官窯、哥窯、定窯並稱為宋代五大名窯。
二、从目前的考古资料来看宋代的“官哥”和“官钧”存在很大的疑问。哥窑不见于宋人记载，元人孔齐《至正直记》有“哥哥洞窑”、“哥哥窑”的记载，明初曹昭《格古要论》中才首次提到“哥窑”一词。故宫资深专家杨静荣先生在《宋代陶瓷研究随笔》一文中认为：“宋代哥窑根本就不存在，北宋官窑的窑址就在开封附近，它的真实面貌应该包括我们过去认为的哥窑产品”。“官钧”也不见于宋元记载，基于考古资料新研究，“官钧”器物出现的时间不是在宋代而是明代。
验证一个窑口是否为名窑应当具备清晰的脉络传承、严密的考古发掘、可靠的文献记载等条件，五大名窑说很大程度上是明清以来古玩收藏界讹传的错误说法，著名古陶瓷专家冯先铭先生1982年主编《中国陶瓷史》时已弃用“五大名窑”这一说法，使用六大瓷窑体系的方法对宋代瓷窑进行归纳，之后陆续有学者提出使用宋代“七大窑系”或“八大窑系”等概念对宋瓷进行归纳。